# Resolutie 1842 Veiligheidsraad Verenigde Naties
Resolutie 1842 van de Veiligheidsraad van de Verenigde Naties werd unaniem aangenomen door de VN-Veiligheidsraad op 29 oktober 2008. De resolutie verlengde de sancties tegen Ivoorkust en de groep van experts die een onderzoek voerde naar de wapenhandel naar dat land met een jaar.

## Achtergrond
In 2002 brak in Ivoorkust een burgeroorlog uit tussen de regering in het christelijke zuiden en rebellen in het islamitische noorden van het land. In 2003 leidden onderhandelingen tot de vorming van een regering van nationale eenheid en waren er Franse en VN-troepen aanwezig. In 2004 zegden de rebellen hun vertrouwen in de regering op en namen opnieuw de wapens op. Op 6 november kwamen bij Ivoriaanse luchtaanvallen op de rebellen ook 9 Franse vredeshandhavers om. Nog die dag vernietigden de Fransen de gehele Ivoriaanse luchtmacht, waarna ongeregeldheden uitbraken in de hoofdstad Abidjan.

## Inhoud

### Waarnemingen
In Ivoorkust was men begonnen met de registratie van de kiezers voor de opkomende presidentsverkiezingen. Ondanks de algemene verbetering van de mensenrechtensituatie bleef men op die vlak bezorgd.

### Handelingen
De maatregelen inzake wapens en de reisbeperkingen die waren opgelegd met resolutie 1572 werden verlengd tot 31 oktober 2009. Deze zouden herzien worden op basis van de vooruitgang in het vredesproces. De Ivoriaanse autoriteiten werden opgeroepen de schendingen van deze maatregelen een halt toe te roepen en te zorgen dat de groep van experts, die de wapenhandel naar Ivoorkust onderzocht, ongehinderd kon werken. Ook werd het mandaat van die groep eveneens tot 31 oktober 2009 verlengd.

## Verwante resoluties
- Resolutie 1795 Veiligheidsraad Verenigde Naties
- Resolutie 1826 Veiligheidsraad Verenigde Naties
- Resolutie 1865 Veiligheidsraad Verenigde Naties (2009)
- Resolutie 1880 Veiligheidsraad Verenigde Naties (2009)

Lijst ·  1795 ·  1796 ·  1797 ·  1798 ·  1799 ·  1800 ·  1801 ·  1802 ·  1803 ·  1804 ·  1805 ·  1806 ·  1807 ·  1808 ·  1809 ·  1810 ·  1811 ·  1812 ·  1813 ·  1814 ·  1815 ·  1816 ·  1817 ·  1818 ·  1819 ·  1820 ·  1821 ·  1822 ·  1823 ·  1824 ·  1825 ·  1826 ·  1827 ·  1828 ·  1829 ·  1830 ·  1831 ·  1832 ·  1833 ·  1834 ·  1835 ·  1836 ·  1837 ·  1838 ·  1839 ·  1840 ·  1841 ·  1842 ·  1843 ·  1844 ·  1845 ·  1846 ·  1847 ·  1848 ·  1849 ·  1850 ·  1851 ·  1852 ·  1853 ·  1854 ·  1855 ·  1856 ·  1857 ·  1858 ·  1859